# Indonezja na Mistrzostwach Świata w Lekkoatletyce 2017
Indonezja na Mistrzostwach Świata w Lekkoatletyce 2017 – reprezentacja Indonezji podczas Mistrzostw Świata w Londynie liczyła 1 zawodniczkę, która nie zdobyła medalu.

## Skład reprezentacji
| Zawodniczka   | Konkurencja        | Eliminacje | Eliminacje | Półfinał | Półfinał | Finał    | Finał   |
| Zawodniczka   | Konkurencja        | Rezultat   | Pozycja    | Rezultat | Pozycja  | Rezultat | Pozycja |
| ------------- | ------------------ | ---------- | ---------- | -------- | -------- | -------- | ------- |
| Ulfa Silpiana | Bieg na 200 metrów | 25,23      | 45.        | NQ       | NQ       | NQ       | NQ      |